# Trubbnosig sjugälshaj
Notorynchus cepedianus är en hajart som först beskrevs av Péron 1807.  Notorynchus cepedianus ingår i släktet Notorynchus och familjen kamtandhajar. IUCN kategoriserar arten globalt som otillräckligt studerad. Inga underarter finns listade i Catalogue of Life.
Som namnet antyder har arten sju gälöppningar på varje kroppssida. Längden går upp till 3 meter och den maximala vikten är 182 kilogram. Färgen är silvergrå med inslag av rött till nästan vitaktigt. Flera svarta fläckar och punkter är fördelade över hela kroppen.
Notorynchus cepedianus förekommer i tempererade områden i södra Atlanten, Indiska oceanen och Stilla havet. Den har inte registrerats i Medelhavet.
Arten vistas nära kusten till ett djup av 136 meter. Den jagar andra broskfiskar, benfiskar, kräftdjur och vattenlevande däggdjur. Trubbnosig sjugälshaj simmar vanligen tät ovanför havets botten men den kan hittas vid vattenytan. För att jaga sälar bildar arten flockar.
Hannar blir könsmogna efter 4 till 5 år och för honor infaller könsmognaden efter cirka 11 år. Äggen kläcks inuti honans kropp och per tillfälle föds 60 till 82 ungar som är cirka 50 cm långa. Mellan befruktningen och ungarnas födelse ligger uppskattningsvis ett år. Livslängden går upp till 30 år.
Notorynchus cepedianus fångades för köttets skull. Däremot innehåller levern mycket vitamin A. Aggressioner på människor är inte dokumenterade, men de kan inte uteslutas.